# منتخب مولدوفا لكرة القدم للسيدات
منتخب مولدوفا الوطني لكرة القدم للسيدات (بالرومانية: Echipa națională de fotbal feminin a Republicii Moldova)‏ هو ممثل مولدافيا الرسمي في المنافسات الدولية في كرة القدم في فئة كرة قدم نسائية.